# 索爾特克里克鎮區 (堪薩斯州學托擴縣)
索爾特克里克鎮區（英語：Salt Creek Township）為美國堪薩斯州學托擴縣轄下的鎮區。2010年美国人口普查中該鎮區人口有105人。

## 地理
索爾特克里克鎮區涵蓋面積127.31平方（49.15平方英里），境內無城市設立。

### 墓園
根據美國地質調查局的資料，此鎮區擁有3座墓園：
- 黑爾墓園（Hale Cemetery）
- 哈德羅克墓園（Hardrock Cemetery）
- 西利伯蒂墓園（West Liberty Cemetery）

### 溪流
通過此鎮區的溪流有：
- 科菲支流（Coffey Branch）
- 潘溪（Pan Creek）

### 機場
- 魯普機場（Rupp Airport）

## 人口統計
根據2010年美國人口普查，索爾特克里克鎮區人口有105人，住房68戶，人口密度為0.82人/每平方公里。此鎮區居民之種族有98.1%為白人；0%為非裔美國人；0.95%為美洲原住民；0%為亞裔美國人；0%為太平洋島民；0%為其他種族；另外有0.95%為混血種族。而西班牙裔或拉丁裔美洲人佔此鎮區人口的0.95%。

## 外部連結
- City-Data.com （页面存档备份，存于）